# Steve Bartlett
Steve Bartlett właściwie Harry Stephen Bartlett (ur. 19 września 1947 w Los Angeles) – amerykański polityk, członek Partii Republikańskiej.

## Działalność polityczna
W okresie od 3 stycznia 1983 do rezygnacji 11 marca 1991 przez cztery kadencje i 67 dni był przedstawicielem 3. okręgu wyborczego w stanie Teksas w Izbie Reprezentantów Stanów Zjednoczonych. Następnie do 1995 był burmistrzem Dallas.